# Blies-Guersviller
Blies-Guersviller är en kommun i departementet Moselle i regionen Grand Est (tidigare regionen Lorraine) i nordöstra Frankrike. Kommunen ligger i kantonen Sarreguemines-Campagne som tillhör arrondissementet Sarreguemines. År 2022 hade Blies-Guersviller 651 invånare.

## Befolkningsutveckling
Antalet invånare i kommunen Blies-Guersviller
| Referens: INSEE |